# Statistik över Fifa Confederations Cup 2013
Den här artikeln innehåller statistik för Fifa Confederations Cup 2013 som spelades i Brasilien 15 juni till 30 juni 2013.

## Målskyttar
5 mål
- Fred
- Fernando Torres

4 mål
- Neymar
- Abel Hernández

3 mål
| - Javier Hernández - Nnamdi Oduamadi - David Villa | - Edinson Cavani - Luis Suárez |

2 mål
| - Jô - Paulinho - Mario Balotelli | - Shinji Okazaki - Jordi Alba - David Silva |

1 mål
| - Dante - Davide Astori - Giorgio Chiellini - Daniele De Rossi - Alessandro Diamanti - Emanuele Giaccherini - Sebastian Giovinco - Andrea Pirlo - Keisuke Honda - Shinji Kagawa | - Elderson Echiéjilé - John Obi Mikel - Juan Mata - Pedro - Roberto Soldado - Jonathan Tehau - Diego Forlán - Nicolás Lodeiro - Diego Lugano - Diego Pérez |

Självmål
- Atsuto Uchida (mot Italien)
- Jonathan Tehau (mot Nigeria)
- Nicolas Vallar (mot Nigeria)

Källa: FIFA

## Assister
3 assister
- Walter Gargano

2 assister
| - Neymar - Oscar - Yasuhito Endō - Brown Ideye | - Ahmed Musa - David Villa - Nicolás Lodeiro |

1 assist
26 spelare

## Mål
- Totalt antal mål: 68
- Målsnitt per match: 4,25
- Antal hat tricks: 4 - Nnamdi Oduamadi för Nigeria, Fernando Torres för Spanien, David Villa för Spanien, Abel Hernández för Uruguay, samtliga mot Tahiti
- Flest mål av ett lag: 15 - Spanien
- Flest mål av en spelare: 5 - Fernando Torres, Fred
- Flest assister av en spelare: 3 - Walter Gargano
- Flest poäng av en spelare: 5 mål, 1 assist - Fernando Torres, Fred
- Minst mål av ett lag: 1 - Tahiti
- Flest insläppta mål av ett lag: 24 - Tahiti
- Minst insläppta mål av ett lag: 3 - Brasilien
- Bäst målskillnad av ett lag: +11 - Spanien, Brasilien
- Sämst målskillnad av ett lag: -23 - Tahiti
- Flest mål i samma match: 10 - Spanien-Tahiti (10-0)
- Flest mål av ett lag i samma match: 10 - Spanien mot Tahiti
- Flest hållna nollar av ett lag: 3 - Spanien, Brasilien
- Minst hållna nollar av ett lag: 0 - Japan, Mexiko, Nigeria, Tahiti
- Snabbaste målet: 2:a minuten - Fred för Brasilien mot Spanien
- Äldsta målgörare: 34 år, 1 månad, 1 dag - Diego Forlán för Uruguay mot Nigeria
- Yngsta målgörare: 21 år, 4 månader, 13 dagar - Neymar för Brasilien mot Japan

## Matchens spelare
| Rank | Namn             | Lag       | Antal | Motstånd                        |
| ---- | ---------------- | --------- | ----- | ------------------------------- |
| 1    | Neymar           | Brasilien | 4     | Japan, Mexiko, Italien, Spanien |
| 2    | Júlio César      | Brasilien | 1     | Uruguay                         |
| 2    | Andrea Pirlo     | Italien   | 1     | Mexiko                          |
| 2    | Shinji Kagawa    | Japan     | 1     | Italien                         |
| 2    | Javier Hernández | Mexiko    | 1     | Japan                           |
| 2    | Nnamdi Oduamadi  | Nigeria   | 1     | Tahiti                          |
| 2    | Jordi Alba       | Spanien   | 1     | Nigeria                         |
| 2    | Iker Casillas    | Spanien   | 1     | Italien                         |
| 2    | Andrés Iniesta   | Spanien   | 1     | Uruguay                         |
| 2    | Fernando Torres  | Spanien   | 1     | Tahiti                          |
| 2    | Edinson Cavani   | Uruguay   | 1     | Italien                         |
| 2    | Diego Forlán     | Uruguay   | 1     | Nigeria                         |
| 2    | Abel Hernández   | Uruguay   | 1     | Tahiti                          |